# ASCI White

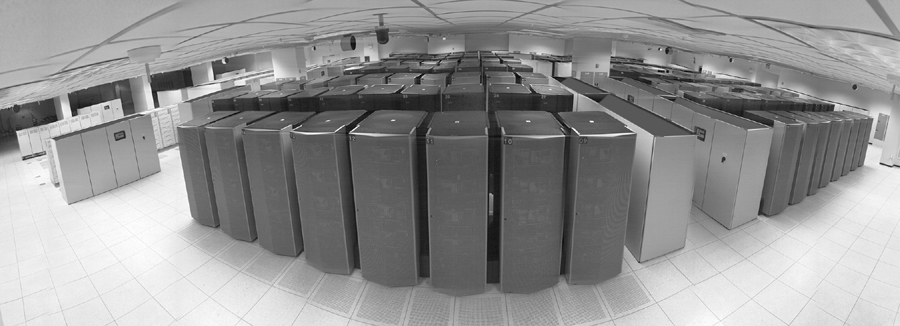
Zdjęcie superkomputera ASCI White

ASCI White (Advanced Strategic Computing Initiative) – superkomputer zbudowany w 2000 przez IBM dla amerykańskiego Departamentu Energii w Lawrence Livermore National Laboratory. Osiągał wydajność 7,304 TFLOPS i od listopada 2000 roku do czerwca 2002 roku był najwydajniejszym superkomputerem na świecie. Został prześcignięty przez Earth Simulator.
Przeznaczony był do symulacji skutków wybuchu bomby atomowej.

## Parametry techniczne
ASCI White był zbudowany z 8192 procesorów Power3, dających teoretyczną wydajność 12,3 biliona operacji na sekundę. Posiadał 6 TB pamięci operacyjnej i 160 TB pamięci stałej. Zajmował 512 szaf i ważył 106 ton.